# Bisdom Machakos
Het bisdom Machakos (Latijn: Dioecesis Machakosensis) is een rooms-katholiek bisdom met als zetel Machakos, in Kenia. Het bisdom is suffragaan aan het aartsbisdom Nairobi. 

## Geschiedenis
Het bisdom werd opgericht op 29 mei 1969, uit delen van het aartsbisdom Nairobi. Op 22 juli 2023 verloor het gebied bij de oprichting van het bisdom Wote. 

## Parochies
Het bisdom had in 2023 een oppervlakte van 6.126 km2 en telde 1.421.932 inwoners waarvan 42,9% rooms-katholiek was.

## Bisschoppen
- Raphael Simon Ndingi Mwana’a Nzeki (29 mei 1969 - 30 augustus 1971)
- Urbanus Joseph Kioko (9 juli 1973 - 15 maart 2003)
- Martin Kivuva Musonde (15 maart 2003 - 9 december 2014)
  - Anthony Muheria (apostolisch administrator: 21 februari 2015 - 25 augustus 2018)
- Norman King’oo Wambua (23 juni 2018 - heden)